# Нюборг
Нюборг (дан. Nyborg) — місто й порт у Данії, на східному березі острова Фюн. Розташовано на березі протоки Великий Бельт, поблизу невеличкої бухти Нюборг-Фьорд. Адміністративний центр однойменної комуни. Кількість населення становить 16 043 (за даними перепису 2006).

## Історія
Ім'я отримав від назви замку, збудованого 1170 року для захисту протоки Великий Бельт. Сам населений пункт вперше згадується 1202, за 90 років отримав статус міста. У 1282–1413 роках був місцем проведення засідань данегофа.
У XVII столітті Нюборг був одним із трьох головних укріплених міст у Данії. Два інших — Фредерісія та Копенгаген. Кожне з них розташовані на березі моря. 1659 року місто потрапило в облогу з боку шведів та було звільнено експедиційним флотом під командуванням адмірала де Рюйтера, який відрядили союзники Данії голландці.

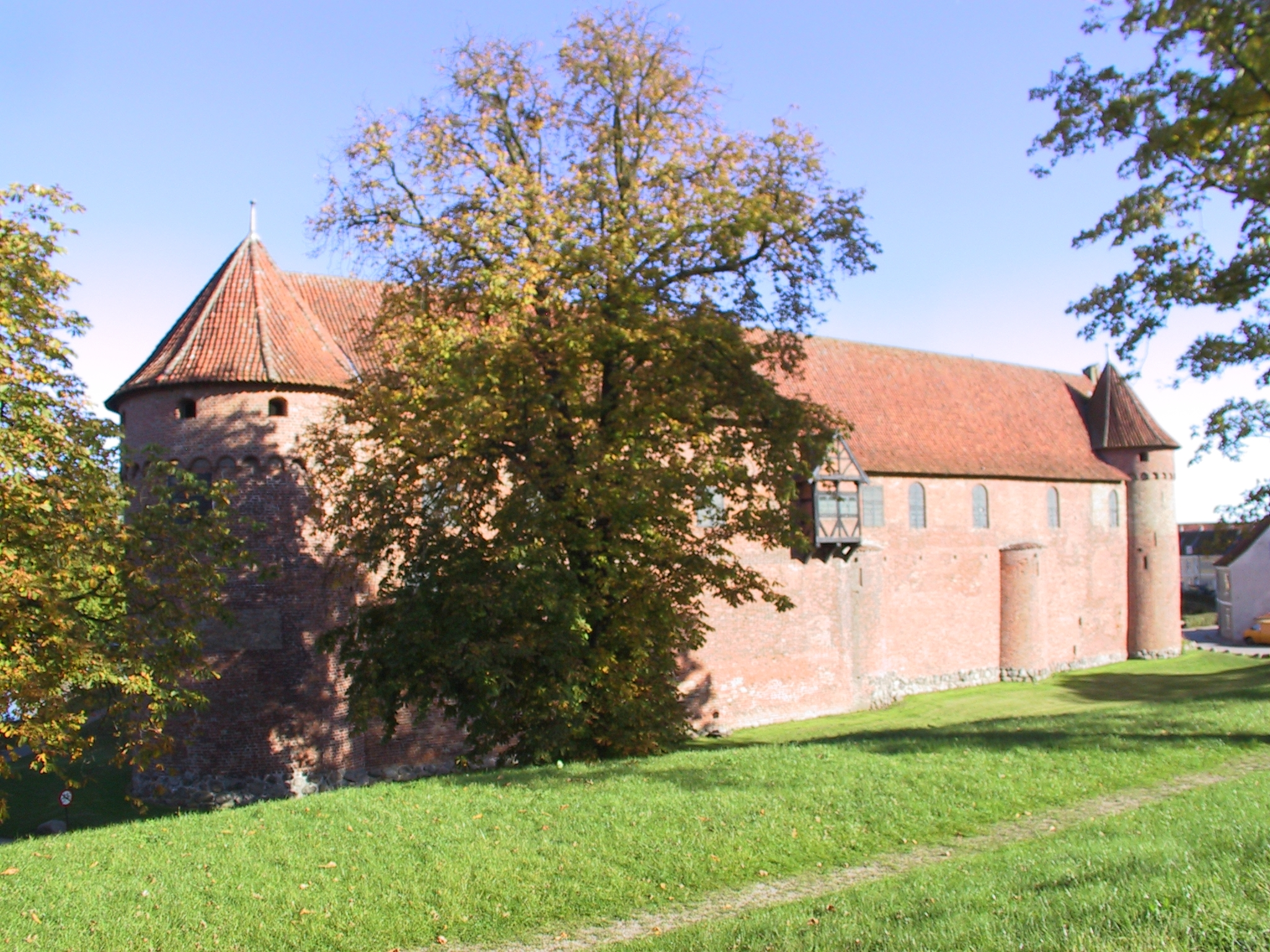
Замок Нюборг

1867 року фортецю було зруйновано, а землю продано жителям міста, які використовували її для будівництва будинків навколо колишніх валів. Більшість валів і нині існують навколо замку та щороку їх частина використовується для театру Nyborg voldspil.
1923 року замок Нюборг було відновлено та перетворено на музей.

## Економіка

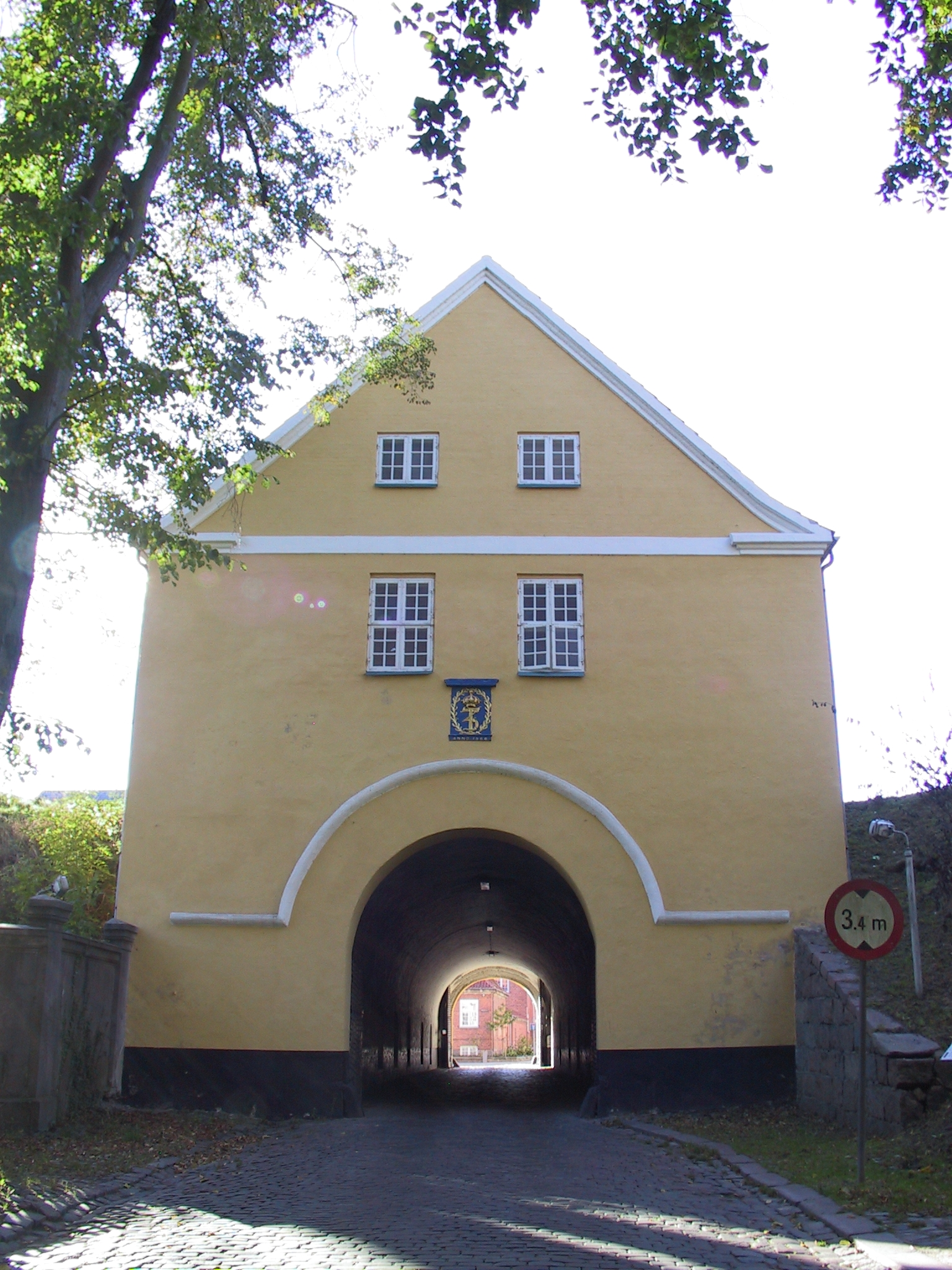
40-метрова брама Ланнпортен (Landporten) у Нюборзі

Раніше місто було пунктом прибуття порому, що з'єднував острови Зеландія та Фюн, але у зв'язку з відкриттям тунелю й мостів через протоку поромну переправу було скасовано.
У місті є завод із переробки хімічних відходів.